# Нун, Джефф
Джефф Нун (англ. Jeff Noon; род. 1957, Дройлсден) — английский писатель, автор трилогии «Вирт» и нескольких театральных пьес.

## Биография
Джефф Нун родился в 1957 году в городе Дройлсден, Великобритания. После окончания университета работал в книжном магазине в течение пяти лет. Его книги часто ассоциируют с жанром научной фантастики, хотя, на самом деле, его творчество ближе к творчеству таких писателей, как Льюис Кэрролл и Хорхе Луис Борхес и жанру киберпанк. Во многих книгах Джеффа Нуна действие разворачивается в Манчестере.

## Обзор произведений

### Вирт (1993)
«Вирт» — это история о парне по имени Скриббл, и его компании, называющих себя «Тайные Райдеры». Они разыскивают пропавшую сестру Скриббла — Дездемону. В мире Вирта существует альтернативная реальность, попадать в которую можно, если класть в рот перья разных цветов.
В этом мире сны, мифы и образы человеческой фантазии обретают реальность.

### Пыльца (1995)
«Пыльца» — вторая часть трилогии «Вирт». В книге рассказывается о противостоянии между реальным миром и миром Вирта, пытающимся поглотить реальность при помощи «растительной эпидемии» - аллергии на пыльцу растений, активно распространяющихся при содействии проникшей из Вирта девочки по имени Персефона. Для этой книги характерно использование мифологических мотивов и их обыгрывание в рамках созданного Джеффом Нуном фантастического мира. Писатель обращается к древнегреческим мифам, христианской мифологии и английскому фольклору. Действие книги происходит в Манчестере, на пустошах в его пригороде, а также непосредственно в Вирте. На страницах книги встречаются упоминания персонажей первого романа Нуна «Вирт», из чего можно заключить, что ее действие разворачивается после событий «Вирта».

### Автоматическая Алиса (1996)
Нун представляет «Автоматическую Алису» как продолжение двух известных книг Льюиса Кэрролла, Алиса в Стране Чудес и Алиса в Зазеркалье. В книге путешествия Алисы продолжаются в Манчестере будущего, населённого Исполнительными Гадами, людьми, больными «невмонией» и невидимым котом по имени Кварк.

### Нимформация (1997)
«Нимформация» — третья книга трилогии «Вирт». В книге рассказывается история проведения лотереи в Манчестере и группы людей, пытающейся взломать секреты этой игры. Кроме того, параллельно объясняется происхождение некоторых деталей встречающихся в двух предыдущих книгах, так как события разворачиваются до мира Вирта.

### Брошенные машины (2002)
«Эталон психоделического романа-катастрофы». «Брошенные машины» — история о женщине Марлин, путешествующей по Англии по заданию коллекционера Кингсли с компанией малознакомых людей: девочки Тапело, парня Павлина и девушки Хендерсон. Страна охвачена странной болезнью, которая передаётся через книги и зеркала и характеризуется как «шум». Переплетение событий реальности и вымысла. Роман, насыщенный страданиями и отчаянной борьбой со странной болезнью.

### Канал Кожа (2012)
Первый за 10 лет роман Джеффа Нуна со времен «Брошенных машин», вышедших в 2002. Великобритания, близкое будущее. Нола Блу — новоиспеченная поп-звезда, озабоченная тем, что её карьера катится вниз, едва начавшись. Она гуляет по улицам, удрученная навязчивыми звуками. На её теле растет синяк. Она превращается во что-то другое. Её инаковость — инфекция, вирус, эволюция — она антенна и передатчик, производящая и преобразующая звук и изображение по-новому.

## Произведения

### Романы и повести
- Вирт / Vurt (1993, премия Артура Кларка в 1994 году, рус. изд. 2003)
- Пыльца / Pollen (1995, рус. изд. 2005)
- Автоматическая Алиса / Automated Alice (1996)
- Нимформация / Nymphomation (1997, рус. изд. 2004)
- Needle in the Groove (2000)
- Брошенные машины / Falling Out of Cars (2002, рус. изд. 2007)
- Канал к0жа / Channel Sk1n (2012)
- A Man of Shadows (Nyquist Mystery) (2017)

### Сборники рассказов
- Pixel Juice (1998)
- Cobralingus (2001)
- Mappalujo (2002; в соавторстве со Стивом Бирдом)

### Пьесы
- Woundings (1986)
- Vurt — The Theatre Remix (1998)
- The Modernists (2003)